# Birkenwerder
Birkenwerder település Németországban, azon belül Brandenburgban. Lakosainak száma 8135 fő (2023. december 31.). Birkenwerder Mühlenbecker Land, Oranienburg és Hohen Neuendorf községekkel határos.

## Népesség
A település népességének változása:
| Lakosok száma | 8096 | 8134 | 8116 | 8141 | 8135 |
|               | 2017 | 2019 | 2021 | 2022 | 2023 |